# 亨里克十一世 (格沃古夫)
亨里克十一世（波蘭語：Henryk XI głogowski，約1435年—1476年2月22日），格沃古夫公爵，亨里克九世之子，1467年至1476年在位。